# دنده آدام (فیلم ۱۹۲۳)
دنده آدام (انگلیسی: Adam's Rib) فیلمی در ژانر درام به کارگردانی سیسیل ب دومیل است که در سال ۱۹۲۳ منتشر شد. از بازیگران آن می‌توان به میلتن سیلز، آنا کیو. نیلسن، الیوت دکستر، کلارنس برتون و جولیا فی اشاره کرد.